# الأكاديمية الوطنية للهندسة
الأكاديمية الوطنية للهندسة (بالإنجليزية: National Academy of Engineering)‏ هي مؤسسة غير حكومية غير ربحية أسست في عام 1964 تحت نفس مرسوم الكونغرس الأمريكي الذي تأسست من خلاله الأكاديمية الوطنية للعلوم. تتكون المؤسسة من الأعضاء الذين ينتخبوا الأعضاء الحاليين بناءً على إنجازاتهم المتميزة والمتواصلة في مجال البحوث وتتم هذه العميلة بشكل سنوي.
الأكاديمية الوطنية للهندسة جزء من الأكاديمية الوطنية للعلوم والهندسة والطب إلى جانب الأكاديمية الوطنية للعلوم والأكاديمية الوطنية للطب ومجلس البحث الوطني.